# Aeroportul Craig–Moffat
Aeroportul Craig–Moffat (IATA: CIG, ICAO: KCAG, FAA LID: CAG) este un aeroport din Colorado, Statele Unite ale Americii.
Situat la o altitudine de 1.888 m, aeroportul dispune de 1 pistă.

## Infrastructură

### Piste
Aeroportul dispune de o singură pistă. Pista 07/25 are suprafața de asfalt și dimensiunile 5.606 picioare × 100 picioare. 